# Hound Dog Taylor
Pour les articles homonymes, voir Hound Dog (homonymie).
 (février 2020).
Theodore Roosevelt Taylor, dit Hound Dog Taylor, est un chanteur, guitariste de blues américain, né à Natchez (Mississippi), le 12 avril 1915 et décédé à Chicago, Illinois, le 17 décembre 1975.

## Biographie
Taylor nait en 1915 à Natchez dans le Mississippi. Il commence à jouer de la guitare à 20 ans. En 1942, il déménage à Chicago.
Il joue de la musique à plein temps vers 1957, mais n'est pas très connu en dehors de Chicago. En 1969, après l'avoir entendu, lui et son groupe The HouseRockers (avec Brewer Phillips à la seconde guitare et Ted Harvey à la batterie), un jeune blanc du nom de Bruce Iglauer essaie, en vain, de le faire signer chez son employeur, Delmark Records. Iglauder décide alors de devenir l'impresario de Taylor ; il crée sa propre maison de disques grâce à un héritage de 2 500 $ et enregistre le premier album de Hound Hog Taylor, Hound Dog Taylor and the HouseRockers, sous la marque Alligator Records. C'est le premier disque d'Alligator, qui est aujourd'hui une prestigieuse maison de disques de blues. Le disque est enregistré en public en deux jours.
Le deuxième disque Natural Boogie est issu des mêmes séances d'enregistrement et a connu un grand succès.
Le troisième disque de Taylor, Beware of the Dog, est enregistré en public en 1974, mais n'est publié qu'après sa mort survenue en 1975 des suites d'un cancer du poumon .
Plusieurs autres disques posthumes ont été édités chez Alligator.
En 1984, Hound Dog Taylor est intronisé au Blues Hall of Fame.

## Son héritage
Hound Dog Taylor est connu pour son style vocal âpre, et son style dépouillé à la slide guitar.
Il utilisait toutes les ressources de sa guitare bon marché Teisco del Rey et de son ampli Sears Roebuck.
Ce n'était pas un virtuose distingué, que ce soit à la guitare ou à la voix, et il avait l'habitude de dire :
« Quand je serai mort, on dira : "Il jouait comme une merde, mais il la faisait sonner sacrément bien !" » (« When I die, they'll say, "He couldn't play shit, but he sure made it sound good!" »).
Les HouseRockers  avaient un son assez spécial du fait qu'il n'y avait pas de bassiste. Du coup, Taylor et Phillips
devaient prendre alternativement la ligne rythmique/basse pendant que l'autre faisait un solo.
Certains critiques prétendent que le classique de
Freddie King, Hideaway, plus tard repris par Eric Clapton, a été inspiré par un instrumental de Hound Dog Taylor.
Stevie Ray Vaughan a également repris son morceau le plus connu Give Me Back My Wig en concert et en studio.

## Anecdote
Hound Dog Taylor avait un sixième petit doigt à chaque main (il était atteint de polydactylie).
Un jour de cuite, il s'est amputé du sixième doigt de la main droite avec une lame de rasoir.

## Discographie
Albums :
- 1971 : Hound Dog Taylor & the Houserockers (Alligator Records)
- 1973 : Natural boogie (Alligator Records)
- 1976 : Beware Of The Dog (Alligator Records)
- 1982 : Genuine Houserocking Music (Alligator Records)
- 1991 : Slidin' (Chess Records)
- 1992 : Have Some Fun (Wolf Records)
- 1992 : Live At Joes's Place (New Rose Blues Records)
- 1994 : Freddie's Blues (Wolf Records)
- 1997 : Live At Florence's (JSP Records)
- 1997 : Houserockin' Boogie (JSP Records)
- 1998 : Hound Dog Taylor: A Tribute (Alligator Records)
- 1999 : Live In Boston (Charly Records)
- 1999 : Hound Dog, Deluxe Edition (Alligator Records)
- 2004 : Release The Hound « Compilation » (Charly Records)